# Miltochrista gloriosa
Miltochrista gloriosa là một loài bướm đêm thuộc phân họ Arctiinae, họ Erebidae.